# ماساهیرو ناسوکاوا
ماساهیرو ناسوکاوا (انگلیسی: Masahiro Nasukawa؛ زادهٔ ۲۹ دسامبر ۱۹۸۶) بازیکن فوتبال اهل ژاپن است.
از باشگاه‌هایی که در آن بازی کرده‌است می‌توان به باشگاه فوتبال ماتسوموتو یاماگا، باشگاه فوتبال توکیو وردی، و باشگاه ورزشی توچیگی اشاره کرد.